# スリ・マリアマン寺院

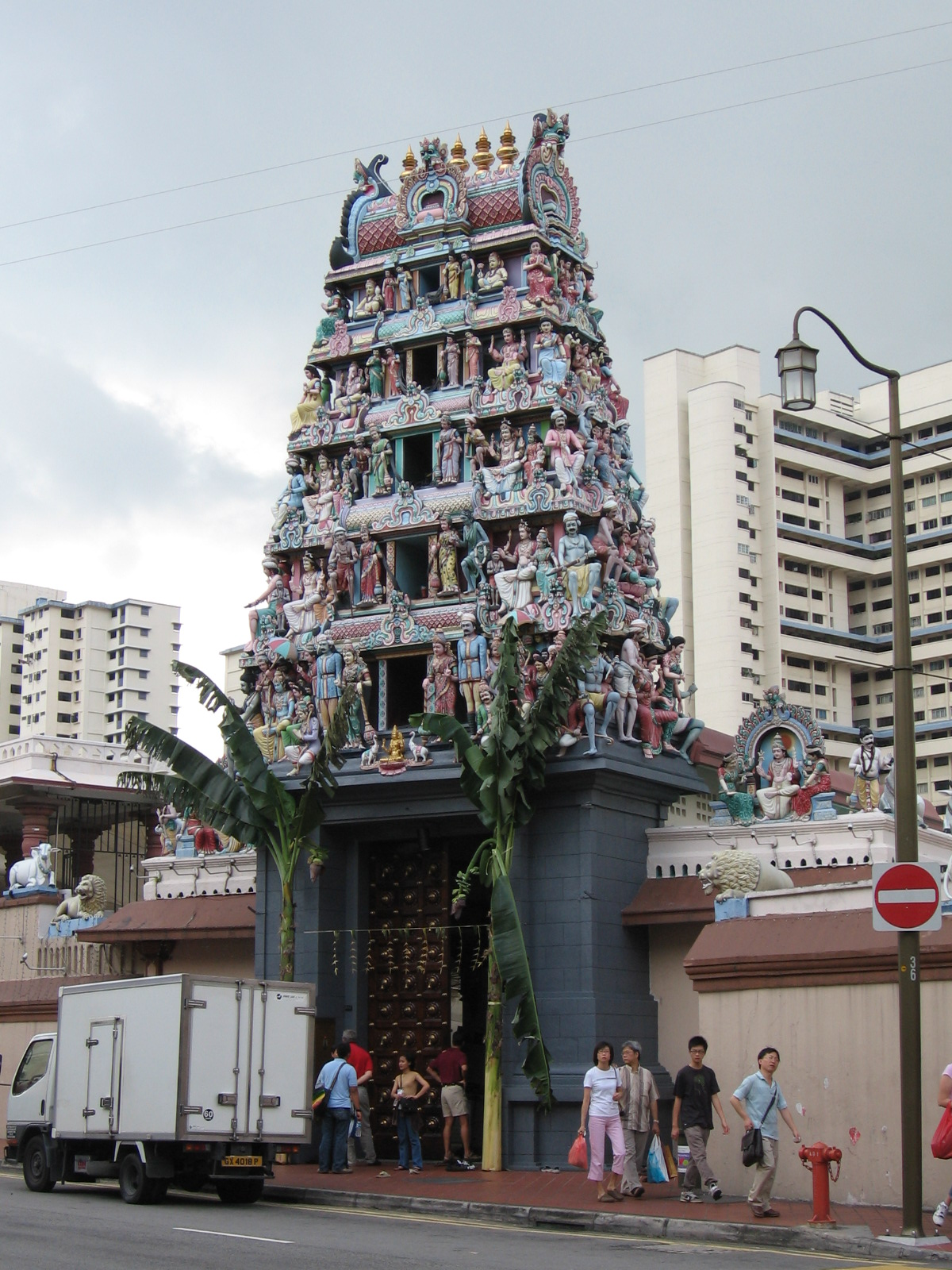
スリ・マリアマン寺院。ゴプラム（塔）が正面入り口にそびえ立っている。

スリ・マリアマン寺院（英文表記: Sri Mariamman Temple）は、シンガポールにあるヒンドゥー教の寺院。阿含経の寺院であり、ドラヴィダ建築様式で建てられている。寺院はチャイナタウンのサウス・ブリッジ・ロード244番地にあり、主にシンガポールに住むインド人等の信仰に役目を果たしている。その建築的・歴史的な重要性のため、寺院は国定記念物に指定され、観光客の主な観光地の一つとなっている。スリ・マリアマン寺院は社会開発青年スポーツ省 (Ministry of Community Development, Youth and Sports) 下の法的な部局、ヒンドゥー基金局 (Hindu Endowments Board) により運営されている。

## 設立者
スリ・マリアマン寺院は、イギリス東インド会社がシンガポールに貿易の入植地を建設した年から8年後、1827年にインド人ナライナ・ピレイ (Narayana Pillay、Naraina Pillaiとも) により創設された。
ピレイはマレーシアのペナン州から来た政府の役人であり、1819年5月にトーマス・ラッフルズと共にシンガポールへ訪れた。その後彼は島で最初となる建築会社とレンガ焼き窯を設置する。ピレイはすぐにビジネスの世界で浸透し、現地のインド人社会の指導者として認められた。

## 寺院の場所
当初、イギリスの権威達はテロック・アヤ・ストリート (Telok Ayer Street) 沿いに、ヒンドゥー教寺院用の土地を割り当てていた。これは、初期のアジア人移民達の多くがシンガポールに到着した最初の地であり、彼らが安全な海の旅路に祈りや感謝を述べた場所、テロック・アヤ湾に沿って走るストリートである。シンガポールにおける最初の中国・インド人ムスリム達の、崇拝の場所もそこに位置していた。しかし、テロック・アヤ・ストリートはヒンドゥー教寺院の儀式に必要とされる、新鮮な水の都合の良い水源を欠いていた。
シンガポールに住んでいたイギリス人、ウィリアム・ファークァーは1821年、ピレイにスタンフォード運河近くの場所を占有させた。しかし再び、その場所は1822年に提案されたシンガポールの都市計画、ジャクソン・プランのため、寺院の建設に不適格となった。スタンフォード運河一帯が他の目的の使用へ用意されていた間、建設は「クリング教会 (Kling Chapel) 」という名称の寺院の隣の場所に計画された（この「クリング」という言葉はシンガポールとマレーシアのインド人の古い名前で、現在は侮蔑的な名称と考えられている）。この場所はインド人コミュニティへ充てられた地域の近隣である。
1823年、現在のサウス・ブリッジ・ロードの場所が、ヒンドゥー教寺院の建設を目的として遂にピレイへ譲渡された。寺院の側面に接するストリートは、後に寺院自体とその突出した塔に関連してそれぞれ「テンプル・ストリート」と「パゴダ・ストリート」へ改名された。非公式であるが、チャイナタウンに住む人々はこのパゴダ・ストリートを中国語で「インド人の崇拝地の後ろ側」と呼んだ。

## 最初の寺院

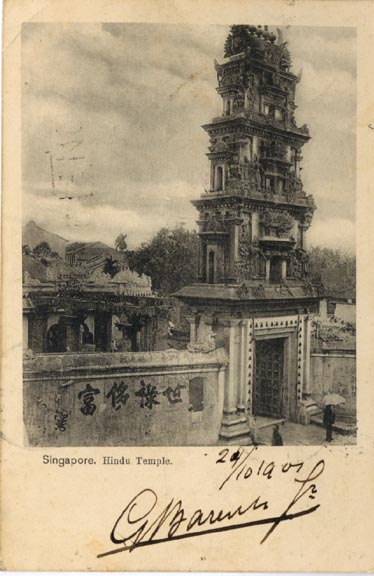
当初建てられていた、3階建ての寺院。

1827年までに、ピレイは木材とニッパヤシの木を用いて、簡素な寺院を建設していた。同年、彼はその寺院に、女神マリアマンの小さな彫像である「シナ・アマン (Sinna Amman) 」を取り付けた。マリアマンは南インド農村部の地母神であり、特に病気からの保護へ向けて崇拝されていた女神である。ヒンドゥー基金局と現在の寺院の運営者達によれば、最も重要な礼拝堂にある現存の女神が、1827年にピレイによって取り付けられた本物の像であるという。よく起る慣例ではあるが、寺院の名称はこの主要な女神であるマリアマンにちなんで名付けられた。また、寺院は信者たちにより、何年も「シティー・ヴィナヤガーとゴタンダ・ラマスワミ・マリアマン寺院」または簡素に「マリアマン・コウィル (Mariamman Kovil、「コウィル」はタミル語で寺院を意味する語) 」の名称でも知られていた。

## 歴史的な変更
私有地が寺院へと寄与された1831年、寺院の土地は拡張された。この出来事は、現在も寺院の中に建っている石の銘板に記録されている。1843年のものである現存のレンガ建築は最古の部分で、寺院への増築や修正はその後幾度か行われた。建築の多く、特に豪華な石膏の彫刻と装飾は、インド南部のナーガッパッティナムとカダルールからの、卓越した職人により製作されたものと信じられている。また、現在ある寺院の大多数の建築は、1862年から1863年の間に建設されたと考えられている。主要な入り口と内部の聖堂を接続する通路は、最初ニッパヤシで覆われていたが、後の1910年に火事で焼失した。後になって建築会社のスワム・マクラレン社が、1915年により耐久性のある通路をデザインした。
最初の3段に重なった玄関部の塔であるゴプラム建築は、1903年に建設された。当初は現在建っているものよりも薄く、質素に飾り立てられていた。塔の端々は傾斜よりも段がつけられていた。現在よりも華美な造りでは無かったにもかかわらず、寺院はチャイナタウンにおいて偶像的な存在となり、歴史的な建物として広く認識された。現在の6重に重ねられているゴプラムが建設されたのは1925年のことで、その後1960年代に修復・改装が行われるとともに精巧に造られた彫刻が激増した。1973年7月6日、記念物保護局 (Preservation of Monuments Board) により、スリ・マリアマン寺院は国定記念物に指定されている。

## 近年の改装
より最近の工事では、新しいギャラリーも加えられた。これは特に例年行われる火渡り祭りの際に人気のある場所となっている。他に大きく加えられた部分としては、寺院の後ろ側に位置する、3階建ての別棟が挙げられる。この別棟にはパゴダ・ストリート上に分けられた入口があり、伝統的な石膏の彫刻作品を用いた入念なファサードを有している。その広い建物内には十分な装備を整えた公会堂や、婚礼、マルチメディア上映、集会、セミナー、文化的催しもの等に向けた設備が備えられている。

## 寺院の社会的役割
建設当初から、スリ・マリアマン寺院は新しくやってきた移民達、特にインド南部のタミル・ヒンドゥー教コミュニティから来た人々の避難所として機能していた。こうした移民達への重要な信仰の場を提供していたことに加え、移民達が仕事や永続的に住む家を見つけるまで、寺院は彼らから収容施設としても見なされていたのである。歴史上、寺院はヒンドゥー教徒結婚登録局でもあった。今日において、その宗教上の業務と機能に加え、寺院は様々な社会的・文化的、そして教育活動を奨励している。

## 芸術と建築

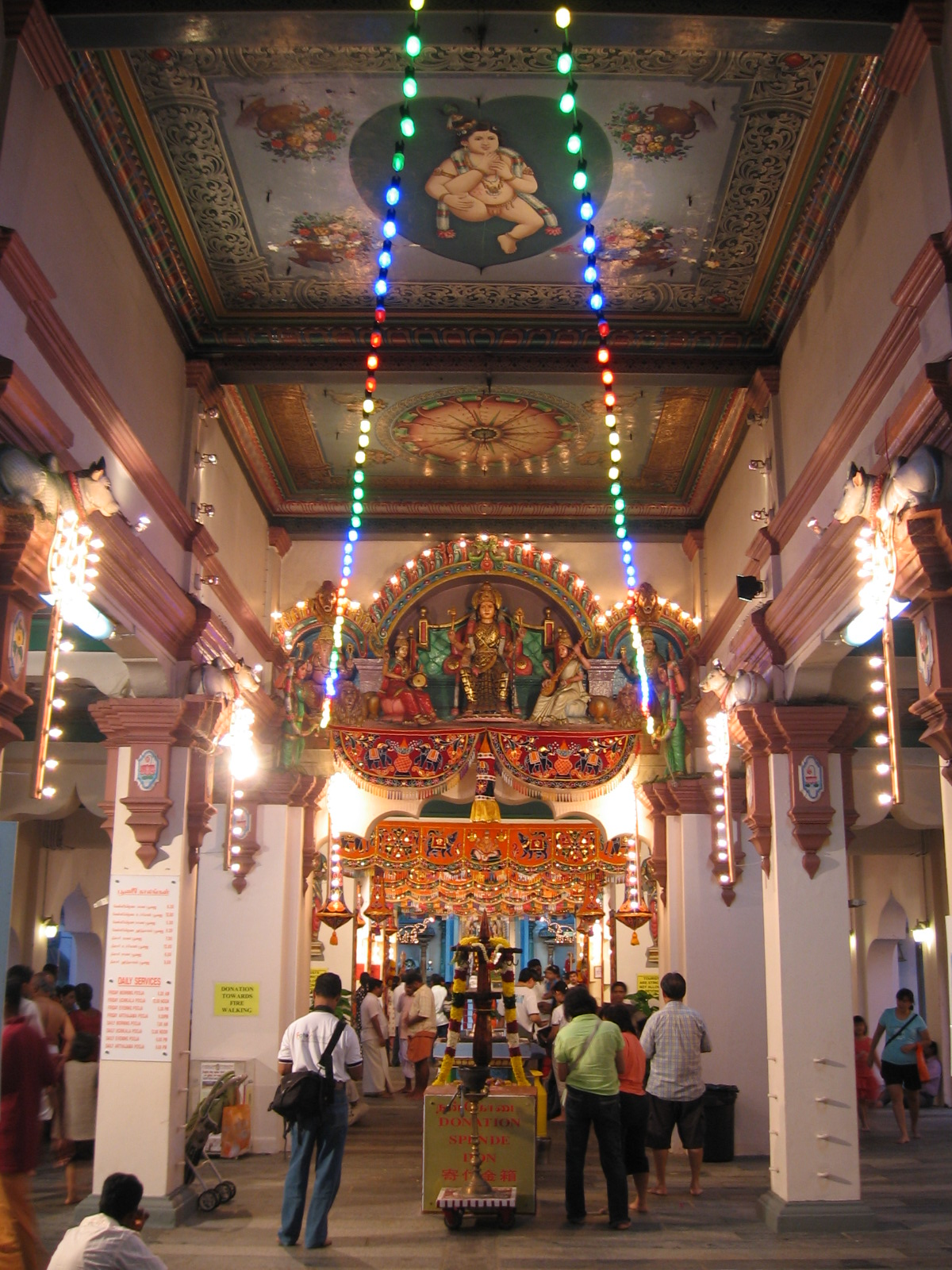
スリ・マリアマン寺院内部。

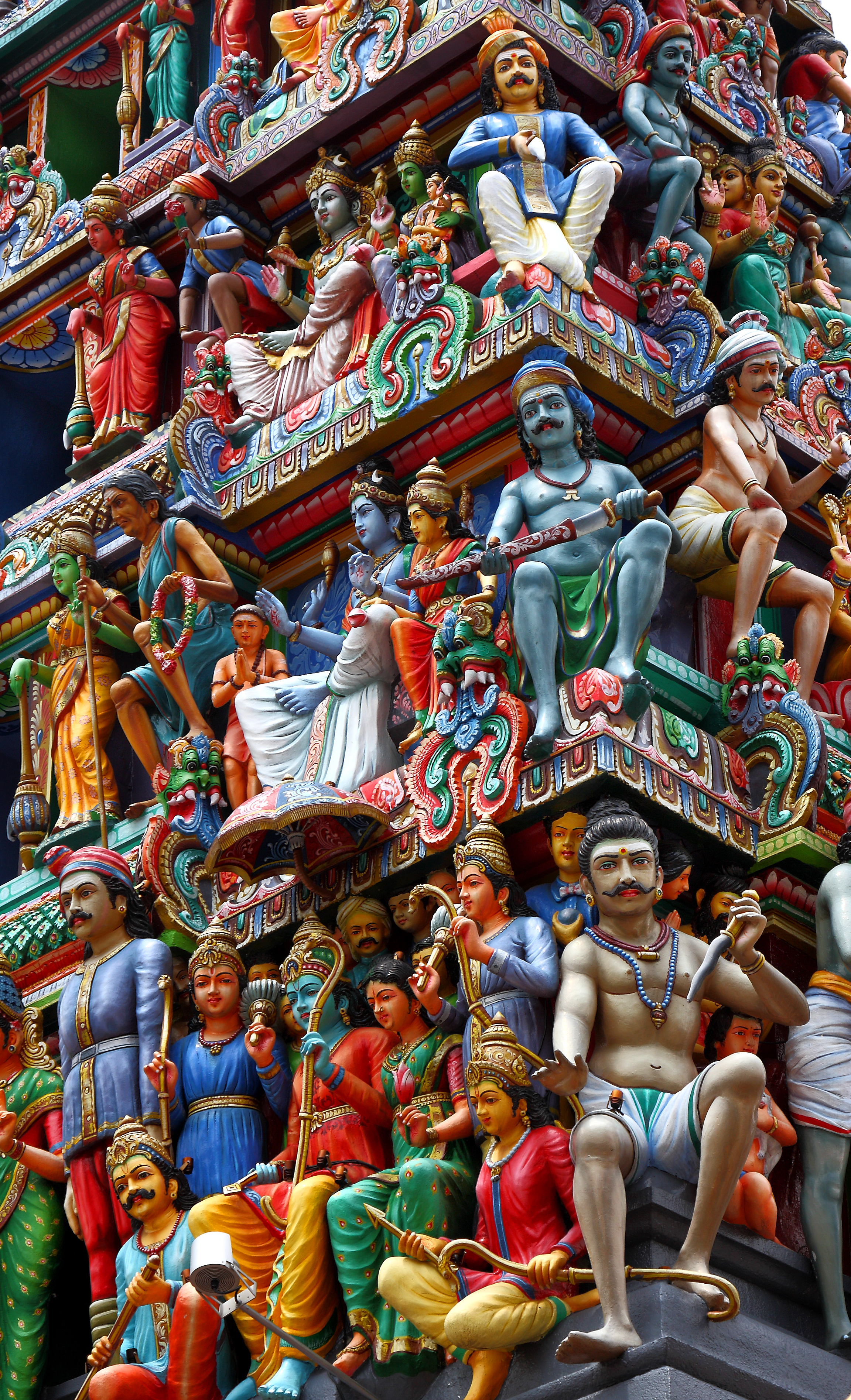
彫刻の細部。

インド南部のドラヴィダ様式で建設された寺院の最も素晴らしい部分は、その荘厳なゴプラム（入口の塔）である。このゴプラムはサウス・ブリッジ・ロードに沿った、主要な玄関口の上にそびえ立っている。これは、6段に重なったヒンドゥー教の神々の彫刻像や他の人物像、装飾品などで豪華に飾り立てられている。また、塔は頂上部の装飾まで次第に細くなっていく造りで、各々の段とその彫刻は、そのすぐ下の段のものよりやや小さい。これにより高さの錯覚が創りだされ、建造物へ象徴的な尊大さが付け加えられているのである。ゴプラムの側面には、右側面にヒンドゥー教の軍神ムルガン、左側面にインド神話の英雄クリシュナがそれぞれ配置されている。彫刻はすべて石膏が用いられ、細部まできめ細やかに造られた。これらは多種の明るい色で塗装されており、それが視覚的にゴプラムの壮観な特質を与えている。
ゴプラムの基礎となる台木の間取り図は長方形で、入口の通路により2分されている。この入口はかなり大きな2重の蝶番のある、1組のドアを含んでいる。こうしたドアの大きさは、訪れる人々の謙遜を誘引し、神々と比較して小さな人間の大きさを強調する意図がある。ドアは格子模様に配列された、小さな金の鐘が散りばめられており、信者や観光客が通る際にこの鐘が鳴るようになっている。他のヒンドゥー教の寺院においても同様であるが、敬意を示す意味で履物は許されていないため、入口近辺に履いているものを脱いで入れる場所がある。
正面入口のゴプラムは、周辺の壁に囲まれた寺院構内へ入るための入口の一つである。側面に開いているのも出口であり、それぞれ側のパゴダ・ストリートとテンプル・ストリートへ出られる。しかし、これらは主に業務用として使われているため、一般の信者や観光客はゴプラムのある正面入り口を通るのがほとんどである。周囲の壁もまた装飾用の鋳造物で飾られており、同様に幾つかの場所にはその上に人物像も設置され、その中には人目につきやすい座った牛の彫刻が数体含まれている。
周囲の壁の内側で、寺院は屋根のある広間や礼拝堂、その他礼拝場や屋外空間などの組み合わせにより構成されている。屋根つきの広間を経由し、ゴプラムのある入口から直接通じているのは中心的な祈祷の広間で、フレスコ画が描かれた柱や天井により豪華に装飾されている。この天井の絵画には、巨大な曼荼羅の図表が含まれている。

## 礼拝堂と神々
この祈祷場の焦点となる部分は、中心のマリアマンの礼拝堂であり、副次的な神々　―　ラーマとムルガンの2つの礼拝堂が側面に配置されている。祈祷の広間は一続きの独立した礼拝堂により囲まれており、これはドーム型の天井で装飾された、大型テントのような建造物に収容され、「ヴィマーナ (Vimana) 」として知られている。これらはそれぞれ、ドゥルガー、ガネーシャ、アラヴァン、ドラウパディー、そして田舎のタミルの神であり、マスライ・ヴェーラン (Mathurai Veeran) としても知られるムスララヤ (Muthularajah) といった神々に捧げられたものである。
ドラウパディーに捧げて作られた礼拝堂は、彼女がこの寺院で行われる毎年恒例の火渡り祭の中心となることから、寺院の中で2番目に重要なものとなっている。ドラウパディーの左側には、インドの叙事詩『マハーバーラタ』に登場する5人の兄弟、パーンダヴァが位置している（それぞれユディシュティラ、ビーマ、アルジュナ、サハデーヴァ、ナクラ）。
寺院におけるもう一方の重要な要素は、独立して立っている旗竿である。大きな祭事や儀式が行われる数日前に、この旗は寺院に掲げられる。寺院の構内には、リンガムやヨニなど、男女の性器を象徴した彫刻も建設されている。

## 祭事
ヒンドゥー教の伝統により、12年毎に1度寺院は聖別されている。また、新年を祝う光の祭「ディーワーリー」のおよそ1週間前には、毎年恒例である特有の火渡りの儀式が行われる。

## 参考
- National Heritage Board (2002), Singapore's 100 Historic Places, Archipelago Press, ISBN 981-4068-23-3
- Lee Geok Boi (2002), "The Religious Monuments of Singapore: Faith of our Forefathers", Landmark Books, ISBN 981-3065-62-1
- National Heritage Board (2006), "The Encyclopedia of Singapore", Editions Didier Millet, ISBN 981-4155-63-2
- Hindu Endowments Board webpage (accessedd 16 March 2007): https://web.archive.org/web/20070312013646/http://www.heb.gov.sg/smt/main-smt.html
- Asian Oriental Architecture webpage (accessed 16 March 2007): http://www.orientalarchitecture.com/singapore/srimariammamindex.htm